# STS-33
STS-33 (englisch Space Transportation System) ist eine Missionsbezeichnung für das US-amerikanische Space Shuttle Discovery (OV-103) der NASA. Der Start erfolgte am 23. November 1989. Es war die 32. Space-Shuttle-Mission und der neunte Flug der Raumfähre Discovery.

## Mannschaft
- Frederick Gregory (2. Raumflug), Kommandant
- John Blaha (2. Raumflug), Pilot
- Story Musgrave (3. Raumflug), Missionsspezialist
- Manley Carter (1. Raumflug), Missionsspezialist
- Kathryn Thornton (1. Raumflug), Missionsspezialistin

Ursprünglich war David Griggs als Pilot der Mission vorgesehen, er kam jedoch während der Vorbereitung beim Absturz seines Oldtimer-Flugzeugs ums Leben und musste durch Blaha ersetzt werden.

## Missionsüberblick
Das ursprünglich vorgesehene Startdatum vom 20. November konnte nicht eingehalten werden, weil Teile der Elektronik der Feststoffraketen ausgewechselt werden mussten. Erstmals seit der Challenger-Katastrophe des Shuttle-Programms startete man wieder nachts.
STS-33 war die fünfte Mission im Auftrag des US-Verteidigungsministeriums. Zweck und Zielerreichung unterlagen deshalb der Geheimhaltung.
Die Landung erfolgte am 27. November in Edwards AFB, Kalifornien. Discovery wurde sieben Tage später mittels eines Spezialflugzeuges nach Cape Canaveral, Florida zurücktransportiert.